# Biennale di Dakar
La Biennale di Dakar, ovvero Dak'Art - Biennale de l'art africain contemporain, è un evento d'arte contemporanea biennale con sede a Dakar, in Senegal. Attualmente la Biennale di Dakar è dedicata alla promozione dell'arte contemporanea africana.

## Storia
La Biennale di Dakar nasce nel 1989 come progetto teorico; la manifestazione nel 1990 viene dedicata alla letteratura e l'edizione del 1992 alle arti visive. Nel 1993 la sua struttura viene modificata e la Biennale di Dakar del 1996 diviene una mostra specificatamente dedicata all'arte contemporanea africana. Nel 1998 la manifestazione si consolida e durante l'edizione del 2000 assiste ad un grande cambiamento: viene eletto il nuovo presidente del Senegal Abdoulaye Wade pochi mesi prima della data di apertura della Biennale. Per la prima volta sale al potere un nuovo partito politico dopo quarant'anni di monopolio dell'Unione Progressista Senegalese. Gli organizzatori di Dak'Art restano in attesa: nessuno sa quali conseguenze può avere il cambio di governo; non si sa se la manifestazione avrà luogo, se verrà rimandata o addirittura cancellata, se arriveranno i finanziamenti e se si può contare sull'appoggio del neoeletto presidente. La capacità della biennale di sopravvivere al nuovo ordinamento politico dimostra la forza e l'autonomia del segretariato generale ed il grado di consolidamento che la manifestazione ha raggiunto nel corso degli anni. L'edizione del 2002 conta su nuovi finanziamenti e viene curata dai responsabili nominati dal nuovo Ministero della Cultura. L'organico del segretariato generale viene ampliato e si migliora in particolare l'ufficio stampa. L'organizzazione della Biennale cerca di valorizzare le risorse locali, senegalesi e africane: il catalogo viene stampato per la prima volta a Dakar (durante le altre edizioni il catalogo veniva preparato e stampato in Francia) e un gruppo di artisti senegalesi lavora con uno scenografo belga per realizzare un migliore allestimento della Biennale. L'edizione 2004 assiste alla presenza di un più vasto pubblico internazionale e una maggiore attenzione alle opere. Durante l'edizione del 2006 la biennale subisce una nuova trasformazione: una nuova organizzazione e la nomina di direttore artistico invocato da tanti anni. La mostra dà ampio spazio agli artisti e viene allestita con un più ampio budget, ma due anni dopo Dak'Art 2008 subisce una battuta d'arresto. Per quanto apprezzata, la mostra del 2006 non sembra essere così innovativa rispetto all'investimento che ha comportato e nel 2008 c'è un ripiegamento. Viene nominato all'ultimo momento un commissario generale è la biennale – annunciata con grande ritardo – espone opere di molti artisti che hanno già esposto all'interno di precedenti edizioni. La biennale del 2010 soffre ancora di più di un ripiegamento su se stessa: la Commissione europea che ha sostenuto negli anni l'evento non rinnova il suo finanziamento e la manifestazione viene organizzata con un piccolo budget. L'organizzazione a Dakar della terza edizione del Festival Mondial des Arts Nègres sembra assorbire l'interesse culturale del governo e la biennale ancora una volta si interroga sul suo futuro.

## Organizzazione

### Struttura e procedura di selezione degli artisti
L'organizzazione della Biennale di Dakar si caratterizza a partire dall'edizione del 1996. La biennale viene consacrata all'arte contemporanea africana e, per rendere più professionale l'evento viene istituito il segretariato generale permanente e il comitato scientifico. In base all'organizzazione della biennale, gli artisti con la nazionalità di un paese africano possono candidarsi liberamente per partecipare all'esposizione Internazionale o al salone Internazionale del design africano e della creatività tessile. Il Segretariato Generale diffonde il bando di candidatura l'anno precedente alla nuova edizione della Biennale (la data della successiva Biennale è pubblicata sul catalogo). Il bando viene inviato alle ambasciate senegalesi, alle ambasciate straniere in Senegal, ai centri culturali dell'Africa e alla lista di contatti della biennale. Seguendo le indicazioni del bando, gli artisti possono presentare il loro dossier che è composto da una lettera di candidatura in cui si precisa la scelta dell'esposizione, un curriculum vitae, due fotografie dell'artista, degli articoli o testi critici, 5 fotografie o diapositive a colori delle opere in concorso e una scheda tecnica delle opere. I dossier inviati non vengono restituiti agli artisti, ma vengono inseriti nell'archivio del centro di documentazione del segretariato generale della Biennale di Dakar. Attraverso i dossier di candidatura, un comitato internazionale di selezione e di giuria sceglie le opere che parteciperanno all'esposizione Internazionale e al salone del Design Africano. Successivamente anche il comitato internazionale suggerisce artisti o sollecita candidature. I membri del comitato si riuniscono a Dakar e analizzano in due sedute le opere: nella prima seduta viene fatta una selezione degli artisti; nella seconda seduta, viene scelto il gruppo dei partecipanti definitivo, indicando per ogni autore l'opera o le opere che saranno esposte.

### Programma, esposizioni ed eventi

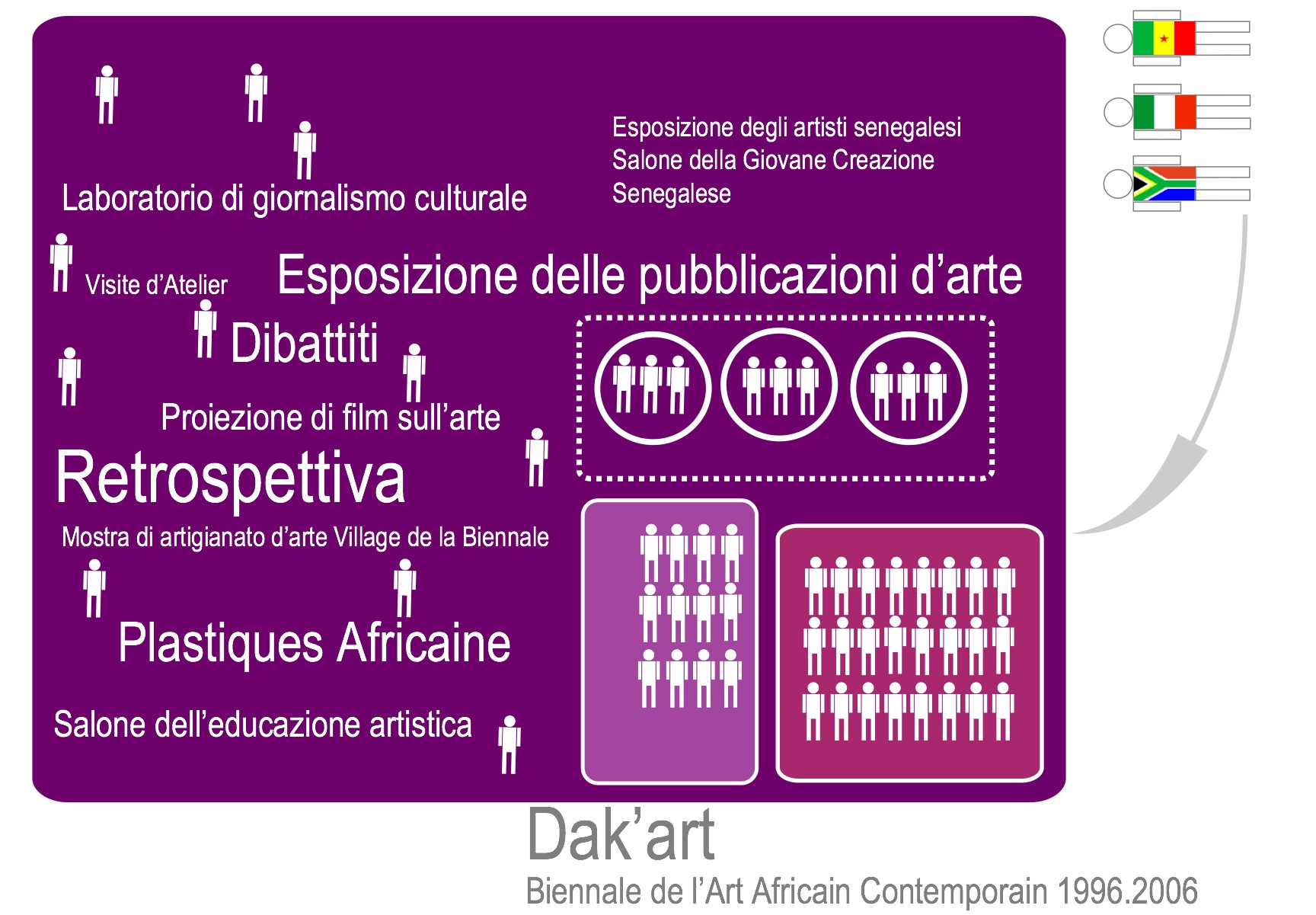
Programma della Biennale di Dakar

La Biennale di Dakar è strutturata in un programma ufficiale chiamato in e in un programma a latere chiamato off.
Durante la storia della biennale il programma ufficiale è strutturato in una serie di diverse esposizioni
- Esposizione internazionale che presenta artisti contemporanei africani.
- Salone del design, che in alcune edizioni comprende la creatività tessile, anche questo dedicato ad artisti contemporanei africani.
- Esposizioni individuali, omaggi e retrospettive che focalizzano l'attenzione su alcuni protagonisti dell'arte contemporanea. Queste esposizioni sono affidata a dei curatori.

Nel corso del tempo altre iniziative arricchiscono il programma ufficiale: 
- MAPA mostra vendita di opere d'arte
- Esposizione di pubblicazioni
- Salone degli artisti senegalesi
- Salone dell'infanzia che presenta i risultati di laboratori e iniziative organizzate con le scuole
- Laboratori
- Visite guidate alle esposizioni
- Programma di concerti ed eventi chiamati animazioni.

Accompagna l'evento un programma di conferenze chiamato Rencontres et échanges.

## Le edizioni della Biennale di Dakar
- 1990 Biennale di Dakar 1990. Prima edizione dedicata alla letteratura.
- 1992 Dak'Art 1992. Prima edizione dedicata alle arti visive.
- 1996 Dak'Art 1996. Seconda edizione della biennale dedicata alle arti visive e prima edizione dedicata all'arte contemporanea africana.
- 1998 Dak'Art 1998. Terza edizione.
- 2000 Dak'Art 2000. Quarta edizione.
- 2002 Dak'Art 2002. Quinta edizione.
- 2004 Dak'Art 2004. Sesta edizione con il comitato internazionale composto da Meskerem Assegued, Emma Bedford, Thmas Boutoux, Sara Diamond, Gerald Matt, Didier Pierre Schaub, Victor-Emmanuel Cabrita, Ousseynou Wade.
- 2006 Dak'Art 2006. Settima edizione con il titolo Entendus, Sous-entendus et Malentendus/Agreements, Allusions and Misunderstandings a cura di Yacouba Konaté.
- 2008 Dak'Art 2008. Ottava edizione con il titolo Afrique: Miroir? a cura di Maguèye Kassé.
- 2010 Dak'Art 2010. Nona edizione e ventesimo anniversario della Biennale di Dakar a cura di Marilyn Martin, Kunlé Filani, Marème Malong Samb, Sylvain Sankalé e Rachida Triki.
- 2012 Dak'Art 2012. Decima edizione e ventesimo anniversario della Biennale di Dakar dedicata alle arti visive, a cura di Christine Eyene, Nadira Laggoune e Riason Naidoo.
- 2014 Dak'Art 2014. Undicesima edizione a cura di Elise Atangana, Abdelkader Damani e Smooth Ugochukwu Nzewi.[3]
- 2016 Dak'Art 2016. Dodicesima edizione con il titolo La Cité dans le jour bleu/The City in the Blue Daylight a cura di Simon Njami.
- 2018 Dak'Art 2018. Tredicesima edizione con il titolo L'heure Rouge: Une nouvelle humanité/The Red Hour: A new humanity, diretta da Simon Njami.

| #  | Edizione     | Curatori | Sede esposizione internazionale         | Premio Senghor                   | Artisti esposizione internazionale | Design | Esposizioni individuali (omaggi, retrospettive) | Note |
| -- | ------------ | --- | --------------------------------------- | -------------------------------- | ---------------------------------- | ------ | ----------------------------------------------- | ---- |
| 1  | Dak'Art 1992 | Samir Sobhy, François Belorgey, Sylvie Plateau, Sylvie Fortin, Hector Alberto Flores, Thomas Hodges, Mamadou Niang, Moustapha Tambadou, Massamba Lam, Rémi Sagna, Kalidou Sy, Abdou Sylla, Ismaïla Diouf, Mamadou Diouf |                                         | Moustapha Dimé, Zerihun Yetmgeta | 10                                 | 9      |                                                 |      |
| 2  | Dak'Art 1996 | Jean-Loup Pivin, Ruth Schaffler, Dominique Kanga, Kalidou Sy, Yukiya Kawaguchi, Polly Nooter-Roberts, Daniel Sotiaux, Brahim Alaouie, Abdou Sylla                                                                       |                                         | Abdoulaye Konaté                 | 42                                 | 13     | 5                                               |      |
| 3  | Dak'Art 1998 | Chantal Ponbriand, Linda Givon, Edem Kodjo, Ousmane Sow, Lucien Billinelli, Danièle Giraudy, Diana Porfirio, Mary Jane Jacob, Dominique Fontaine, Alfons Hug, Yacouba Konaté, Ali Louati                                |                                         | Viyé Diba                        | 36                                 | 31     | 5                                               |      |
| 4  | Dak'Art 2000 | Marième Samb Malong, Dany Keller, Marylin Martin, Hilton Mc Connico, Amadou Yassine Thiam, El Anatsui, Simon Njami, Ablade Glover, Malika Dorbani, Orlando Britto Jinorio                                               | Museo Théodore Monod (IFAN)             | Fatma Charfi M’Seddi             | 21                                 | 18     | 7                                               |      |
| 5  | Dak'Art 2002 | N'Goné Fall, Ery Camara, Bruno Corà, Céline Savoye, Sakina Savoye, Pep Subiros, Malika Dorbani | CICES Centro fieristico                 | Ndary Lô                         | 44                                 | 14     | 9                                               |      |
| 6  | Dak'Art 2004 | Sara Diamond, Meskerem Assegued, Emma Bedford, Thomas Boutoux, Gerald Matt, Didier Schaub, Yacouba Konaté, Ivo Mesquita, Hans Ulrich Obrist                                                                             |                                         | Michèle Magema                   | 33                                 | 5      | 18                                              |      |
| 7  | Dak'Art 2006 | Yacouba Konaté (direttore artistico) | Museo Théodore Monod (IFAN)             | Mounir Fatmi                     | 87                                 | 14     |                                                 |      |
| 8  | Dak'Art 2008 | Maguèye Kassé (direttore artistico) |                                         | Ndary Lô, Mansour Ciss Kanakassy | 36                                 | 12     | 2                                               |      |
| 9  | Dak'Art 2010 | Marilyn Martin, Kunlé Filani, Marème Malong Samb, Sylvain Sankalé e Rachida Triki. | Museo Théodore Monod (IFAN)             | Mouna Jemal Siala, Svea Josephy  | 26                                 |        | 4                                               |      |
| 10 | Dak'Art 2012 | Christine Eyene, Nadira Laggoune e Riason Naidoo | Museo Théodore Monod                    | Younes Baba-Ali                  | 42                                 |        | 5                                               |      |
| 11 | Dak'Art 2014 | Elise Atangana, Abdelkader Damani e Smooth Ugochukwu Nzewi | Ex-area industriale - di fronte al CFAO | Driss Ouadhahi & Olu Amoda       |                                    |        |                                                 |      |
| 12 | Dak'Art 2016 | Simon Njami (direttore artistico) | Ancien Palais De Justice                | Youssef Limoud                   |                                    |        |                                                 |      |
| 13 | Dak'Art 2018 | Simon Njami (direttore artistico) | Ancien Palais De Justice                | Laeila Adjovi                    | 75                                 |        |                                                 |      |
|    | Dak'Art 2020 | |                                         |                                  |                                    |        |                                                 |      |

Alcuni artisti partecipano a più edizioni della Biennale di Dakar.

### Numerazione
La Biennale viene inizialmente istituita come Biennale de Dakar des Arts et des Lettres, con l'obiettivo di alternare ogni due anni edizioni consacrate alla letteratura ed edizioni consacrate alle arti visive. La data di nascita di Dak'Art è per questo motivo spesso confusa: nel 2002 si festeggia il decimo compleanno dell'evento, ma in realtà già nel 1990 si svolge la prima edizione dedicata alla letteratura, seguita poi nel 1992 dalla manifestazione focalizzata sull'arte e ancora nel 1996 una nuova trasformazione con la specializzazione della biennale sull'arte contemporanea africana. Prendendo in considerazione esclusivamente le biennali d'arte, la prima edizione è quella del 1992.